# Râul Lechința, Mureș
Râul Lechința sau râul Comlod este un afluent al râului Mureș în partea dreaptă a acestuia care se varsă în acesta în apropierea orașului Iernut pe teritoriul localității Lechința. Râul strabate județele Bistrița-Năsăud și Mureș izvorând din județul Bistrița-Năsăud la o altitudine de 440 metri. Bazinul hidrografic al râului este de 537 kilometri patrați. Râul Lechința străbate întreaga Câmpie a Transilvaniei. 

## Hărți
- Harta județului Mureș
- Harta județului Bistrița-Năsăud